# St. Michael (Bayerdilling)

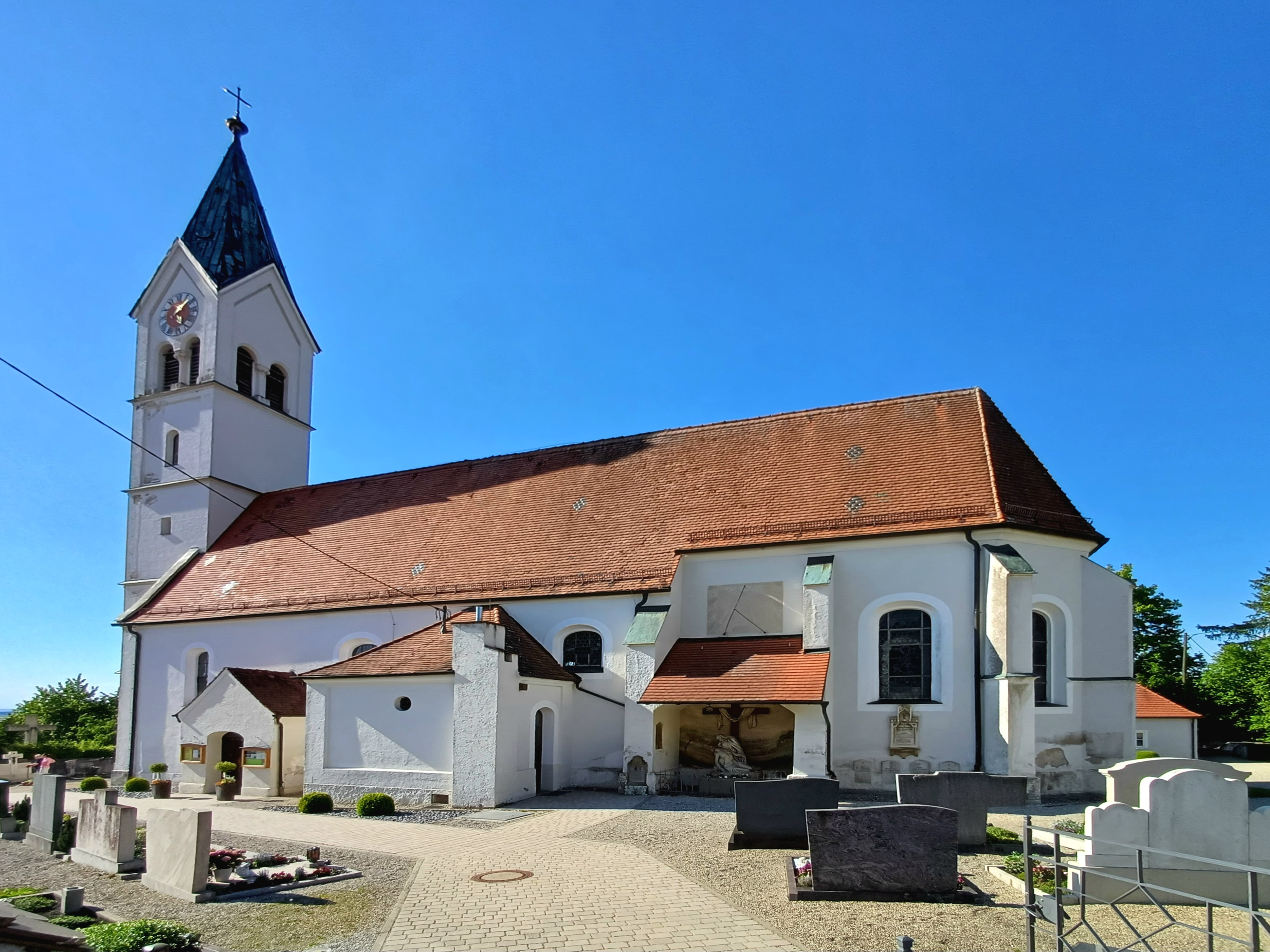
St. Michael in Bayerdilling

Die katholische Pfarrkirche St. Michael im Rainer Stadtteil Bayerdilling, Landkreis Donau-Ries im bayerischen Regierungsbezirk Schwaben, ist im Kern ein spätbarocker Bau von 1747.

## Baugeschichte
Die Lage auf dem Berg, das Patronat und eine Urkunde vom 4. Juli 1257 zeugen vom hohen Alter der Pfarrei und der Michaels-Kirche Bayerdilling. Das heutige Gotteshaus besteht baugeschichtlich im Wesentlichen aus drei Teilen. Der eingezogene, dreiseitig geschlossene Chor aus dem 15. Jahrhundert mit seinen Strebepfeilern (außen) ist aus der Gotik erhalten. Das Kirchenschiff wurde 1747 wieder hergestellt, der Turm ist von 1873/74.
Schiff und Turm der Vorgängerkirche wurden im Juli 1704 (Spanischer Erbfolgekrieg) niedergebrannt, als feindliche Truppen nach der Schlacht am Schellenberg (bei Donauwörth) weite Teile des Kurfürstentums Bayern verwüsteten, um Kurfürst Max Emanuel  an den Verhandlungstisch zu zwingen. Der gesamte Gerichtsbezirk Rain erlitt durch seine Lage  in der Nordwestecke Oberbayerns immense Schäden, auch der benachbarte Pfarrhof wurde zerstört (1720 wieder aufgebaut). Da Bayerdilling eine geschlossene Hofmark war, baute das Zisterzienserinnenkloster Niederschönenfeld als Grundherr das Kirchenschiff wieder auf. Seit der Säkularisation 1803 trifft die Baupflicht für das Gebäude den Staat, während die Einrichtung Sache der Kirchenstiftung ist. Anstatt der einfachen Empore wurde 1843 zur Schaffung weiterer Plätze eine Doppelempore eingebaut. Der obere Teil des Kirchturms stürzte in der Nacht vom 26. auf den 27. Oktober 1870 ein. Der gesamte Turm wurde in neuromanischen Formen 1873/74 erneuert, der Turmhelm ist von 1931.
Die Kirche im ummauerten Friedhof ist einschließlich ihrer Ausstattung in die Denkmalliste eingetragen.

## Altäre
Hochaltar wie Seitenaltäre wurden um 1740 geschaffen und sind jeweils viersäulig aufgebaut.
Das Gemälde des Hochaltares zeigt den Erzengel Michael bei seinem Sieg über den Teufel. Flankiert wird das Bild von Skulpturen von Josef mit Jesuskind und Johannes dem Täufer, ein Christusmonogramm in Strahlenkranz und Wolkenballen bekrönt den Altar.
Am nördlichen Seitenaltar wird Maria mit Jesuskind von den Nothelferinnen Katharina und Barbara flankiert (jeweils Holzfiguren), im Auszug bekrönt ein Marienmonogramm den Altar.
Ein Holzfigur von Johannes Nepomuk (um 1800) steht zentral im südlichen Seitenaltar, seitlich die Jesuitenheiligen Ignatius und Franz Xaver; Gottvater, umgeben von Engeln, wacht über allem.

## Deckengemälde
Die Fresken schuf der Augsburger Maler Johann Georg Lederer im Jahr 1747, die Signatur findet sich auf der heute größtenteils von der Orgel verdeckten Darstellung des – schon im Mittelalter abgegangenen – Schlosses Bayerdilling. Das Hauptbild im Chorraum zeigt die Maria Immakulata, im Kirchenschiff schuf Lederer eine Darstellung des Pfingstereignisses und zentral die Erscheinung des Erzengels Michael auf dem Gargano.
Zum Bilderzyklus gehören weitere Symbole der christlichen Kirche (darunter Michael mit der Seelenwaage) und Medaillons mit den vier ursprünglichen Kirchenlehrern der lateinischen Kirche: Hieronymus, Ambrosius, Augustinus und Papst Gregor.
Über dem Chorbogen hat Lederer den Wiederaufbau des Kirchenschiffes dokumentiert mit der römischen Jahreszahl 1747, dem Wappen der 30. Äbtissin des Klosters Niederschönenfeld, Bernharda von Donnersperg (1745–1748), in deren Amtszeit der Bau vollendet wurde, sowie ein Wappenfeld mit Mariä Himmelfahrt, dem Patrozinium der Abtei.

## Weitere Ausstattung
Zum Figurenschmuck gehören ein sehr guter, lebensgroßer Kruzifix (um 1490), Skulpturen der Apostel Petrus, Paulus, Philippus und Jakobus sowie der Heiligen Sebastian, Aloysius und Florian. Ferner gibt es Herz-Jesu- und Herz-Mariä-Darstellungen und Schutzengel. Zwischen den Ecksäulchen der polygonalen Kanzel sind Statuetten Christi und der vier Evangelisten zu sehen. Erhalten sind auch zwei klassizistische Prozessionsstangen, die ovalen Medaillonbilder zeigen die Immakulata (rückseitig Aloisius) beziehungsweise die Wetterheiligen Johannes und Paulus (rückseitig Franz Xaver).
Die Kirche birgt weiter einen gefassten Relief-Kreuzweg und die Gedenktafel für die Gefallenen des Ersten Weltkrieges.
Die heutige Orgel wurde 1932 angeschafft. Das Geläut besteht aus Marienglocke von 1742 (1963 umgegossen), Sebastiansglocke (1921) sowie Josefs-, Gefallenen- und Dreifaltigkeitsglocke (alle von 1949).

## Pietà
Für eine Nische außen an der Südwand des Chores schuf der Münchener Bildhauer Sebastian Osterrieder 1910 eine überlebensgroße Pietà in Steinguss, dahinter ein Gemälde der Stadt Jerusalem.